# Wintersportpalast Sofia
Der Wintersportpalast Sofia (bulgarisch Зимен дворец на спорта София) ist eine Eissporthalle im Stadtteil Studentski grad der bulgarischen Hauptstadt Sofia. Sie bietet 4600 Zuschauern Platz, davon 600 Stehplätze, und befindet sich in unmittelbarer Nähe zur Nationalen Sportakademie Wassil Lewski.

## Geschichte
Der Wintersportpalast in Sofia ist die bedeutendste Eissporthalle des Landes. Sie wurde 1982 eröffnet und ist seither Spielstätte der bulgarischen Eishockeynationalmannschaft. Darüber hinaus finden regelmäßig Senioren- und Junioren-Weltmeisterschaften, deren Gastgeber Bulgarien ist, in der Halle statt. Zudem ist der Wintersportpalast, als eine der wenigen überdachten Eisflächen in Bulgarien, Hauptspielort der bulgarischen Eishockeyliga und ist respektive war Heimat der bedeutendsten Eishockeyvereine Bulgariens (HK ZSKA Sofia, HK Lewski Sofia, Akademik Sofia).